# Arousing Soul
Singles de Faylan
Gekka no Rasen
(2007) Mind as Judgment
(2009)
Arousing Soul est le 2e single de Faylan sorti sous le label Lantis le 28 décembre 2008 au Japon.
Arousing Soul est un single promotionnel pour l'anime Canaan. Arousing Soul se trouve sur l'album Polaris.

## Liste des titres
Les paroles ont été écrites par Hata Aki, la musique et les arrangements ont été réalisés par Saito Shinya.
| 1. | Arousing Soul                | 3:46 |
| 2. | Arousing Soul (Instrumental) | 3:42 |